# Wilmersdorf
Wilmersdorf, središnja gradska četvrt Berlina, nalazi se jugozapadno od centra grada. Nekada zasebna općina, Wilmersdorf je postao dio nove općine Charlottenburg-Wilmersdorf u administrativnoj reformi Berlina 2001. godine.

## Povijest
Selo blizu Berlina prvi je put spomenuto 1293. godine kao Wilmerstorff, vjerojatno osnovano tijekom njemačkog Ostsiedlunga pod vlašću askanskih markgrofova Brandenburga. Od 1850-ih godina Deutsch-Wilmersdorf se razvio kao gusto naseljeno, imućno rezidencijalno područje, koje je 1920. godine postalo dijelom Velikog Berlina. Bivša općina Wilmersdorf obuhvaćala je lokalitete Halensee, Schmargendorf i Grunewald.
Tijekom ere Weimarske Republike, Wilmersdorf je bio popularno rezidencijalno područje za umjetnike i intelektualce.
Godine 1923. postavljen je kamen temeljac za prvu džamiju u Njemačkoj, na inicijativu nekih islamskih studenata u Wilmersdorfu. Džamija, poznata kao Wilmersdorfer Moschee (Džamija Wilmersdorfa), dovršena je 1925. godine i još uvijek je u vlasništvu i pod održavanjem pokreta Lahore Ahmadiyya.
Godine 1933., kada je Hitler došao na vlast, 13,5 % stanovništva bilo je židovsko; mnoge od njih su deportirali nacisti s postaje Berlin-Grunewald. Deutsche Bahn je 27. siječnja 1998. godine uspostavio spomenik na povijesnom kolosijeku 17 ("Gleis 17"), odakle je većina deportacijskih vlakova polazila. Sinagoga Wilmersdorfa u Prinzregentenstraße uništili su nacisti tijekom Kristalne noći (9. i 10. studenoga 1938.). Spomen-ploča obilježava bivšu sinagogu. Nova sinagoga i zajednički centar uspostavljeni su 2007. godine u Münstersche Straße za rastuću židovsku zajednicu u Wilmersdorfu.
Tijekom Drugog svjetskog rata, Wilmersdorf je bio lokacija podkampa koncentracijskog logora Sachsenhausen. Nakon 1945. godine, Wilmersdorf je bio smješten u britanskoj okupacijskoj zoni.

## Znamenitosti
- Neogotička rimokatolička crkva svetog Ljudevita, 1897.
- Gradska četvrt Rheingauviertel sa središnjim trgom Rüdesheimer Platz, 1910. – 1914.
- Povijesne stanice podzemne željeznice na liniji U3 iz doba Njemačkog Carstva između Hohenzollerplatza i Rüdesheimer Platza, 1913.
- Groblje Wilmersdorf
- Džamija Ahmadiyya u Berlinu, najstarija džamija u Njemačkoj iz 1925. godine.
- Schaubühne, poznato kazalište u bivšem kinu Universum koje je projektirao Erich Mendelsohn, 1928.
- Kirche am Hohenzollernplatz (crkva) koju su projektirali Ossip Klarwein i Fritz Höger, 1933.
- Ruska pravoslavna katedrala Uskrsnuća Isusa Krista, 1938.
- Elektrana Berlin-Wilmersdorf, 1977.

## Obrazovanje

### Visoko obrazovanje:
- Universität der Künste (Berlinsko Sveučilište za umjetnost), Fakultet glazbe
- IBZ Berlin, Međunarodni centar za znanstvene susrete

### Osnovne i srednje škole:
- Comenius-Schule, osnovna škola u Wilmersdorfu[2]
- Halensee-Grundschule, osnovna škola u Halenseeu, blizu Wilmersdorfa
- Svenska Skolan Berlin, švedska škola u Berlinu
- Katholische Grundschule Sankt Ludwig, katolička osnovna škola
- Nelson-Mandela-Schule, međunarodna škola
- Friedrich-Ebert-Gymnasium, srednja škola blizu Fennseea
- Goethe-Gymnasium, jedna od najpopularnijih srednjih škola u Berlinu
- Annie Heuser Schule, privatna škola s Waldorfskim obrazovanjem

## Poznate osobe
- Paul Abraham, skladatelj
- Jérôme Boateng, nogometaš[3]
- Bertolt Brecht, književnik, živio je u gradu sa ženom Helene Weigel
- Marlene Dietrich, glumica, živjela u gradu sa obitelji
- Erich Kästner, književnik, živio je u Wilmersdorfu dok je pisao Emil i detektivi, jedan od najpoznatijih dječjih romana u Njemačkoj. Pogled iz njegovog prozora na šarenu scenu ulica na Prager Platzu bio je inspiracija za knjigu
- Konrad Zuse, građevinski inženjer